# Jupiter LXIV
Jupiter LXIV, cunoscut inițial ca S/2017 J 3, este un satelit natural exterior al lui Jupiter . A fost descoperit de Scott S. Sheppard⁠(d) și echipa sa în 2017, dar nu a fost anunțat până pe 17 iulie 2018 printr-un Minor Planet Electronic Circular de la Minor Planet Center .  Are aproximativ 2 kilometri în diametru și orbitează la o semiaxă mare de aproximativ 20.694.000 km cu o înclinare de aproximativ 147,9°. Aparține grupului Ananke . 